# Peter von Felbert
Peter von Felbert (* 1966 in Bonn) ist ein deutscher Fotograf.

## Leben
Nach dem Abitur am Collegium Augustinianum Gaesdonck in Goch, wo Franz Joseph van der Grinten von 1981 bis 1986 sein Lehrer war, studierte von Felbert von 1987 bis zum Diplom 1994 Visuelle Kommunikation mit dem Schwerpunkt Fotografie an der Fachhochschule Bielefeld unter anderen bei Gottfried Jäger und Joachim Brohm. 1993 erhielt Peter von Felbert ein Reisestipendium des Deutschen Akademischen Austauschdienstes für die USA, woraus seine Arbeit „Amerika gibt es nicht“ hervorging. Seit 1994 lebt er in München und war dort zunächst von 1994 bis 1996 als Kameraassistent beim Bayerischen Rundfunk tätig. Seit 1996 ist von Felbert freier Fotograf in den Bereichen Journalismus, Porträt, Werbung und Kunst.

## Werk
Im kommerziellen Bereich hat von Felbert sich insbesondere einen Namen als Porträtist zahlreicher in- und ausländischer Schriftsteller einen Namen gemacht. Seine freien Arbeiten werden vielfach in Galerien gezeigt. Von Felbert hat für etliche Magazine gearbeitet und darüber hinaus zu einigen Büchern die Fotoillustrationen beigesteuert. Seit 2009 wird Peter von Felberts künstlerisches Werk von der Galerie Wittenbrink in München vertreten.